# 長野智子アップデート
『長野智子アップデート』（ながのともこ アップデート）は、文化放送で2024年4月1日から放送されているラジオ生ワイド番組。
上智大学在学中に文化放送『ミスDJリクエストパレード』で月曜パーソナリティを務め、フジテレビでアナウンサー、テレビ朝日でニュースキャスター、ハフポスト日本版編集主幹などを務めた長野智子が初めて担当するラジオ冠番組である。西日本放送、高知放送、北日本放送では月曜から木曜の一部の時間帯で同時ネット放送する。

## 概要
文化放送が2022年4月4日から関東ローカル向けに2年間編成した『西川あやの おいでよ!クリエイティ部』の放送枠15:30 - 17:45のうち、17:00までの放送枠を継承した。50歳以上の「大人」の聴取者をおもに対象とし、当日の主要ニュースと最新情報を伝える。
文化放送は『斉藤一美 ニュースワイドSAKIDORI!』を2022年4月1日に終了して以来となる報道系の生ワイド番組を、平日夕方にレギュラーで編成した。月曜から木曜日は、西日本放送と高知放送が前枠の『大竹まこと ゴールデンラジオ!』と合わせて一部時間帯で同時ネットで放送する。文化放送の関東ローカル向け編成は、1986年4月以来『SAKIDORI!』『おいでよ!クリエイティブ部』を含む自社制作の生ワイド番組で内包した17時から15分間のNRN向け全国ニュース『ニュース・パレード』を単独番組へ移行し、ローカル枠で「ニュース・パレード プラス」を新設し、『ニュース・パレード』の放送時間を西日本放送と高知放送を含むネット局より長い20分間に設定している。
2025年3月31日から北日本放送でのネットを開始した。4月1日より文化放送での火曜から金曜までの放送時間を17:35まで延長し、再び『ニュース・パレード』を内包することになった。

## 出演者

### パーソナリティ
- 長野智子（フリーアナウンサー）
  - 上智大学在学中に文化放送『ミスDJリクエストパレード』で月曜パーソナリティを担当し、大学卒業後にフジテレビジョンへアナウンサーとして入社して1990年に退職した。以後フリーアナウンサーとして『MOONLIGHT 抱きしめて!!』（文化放送）や『BATTLE TALK RADIO アクセス』（TBSラジオ）などラジオ番組でパーソナリティを務め、テレビを含めて初めて冠番組を担当する。「アナウンサー人生を歩むきっかけとなった文化放送で、再び生放送のマイク前に座ることになるとは、人生何が起きるか分かりません。素人同然だったミスDJから時間を経て、バラエティ・報道の経験を積んだ今、今度は硬軟ハイブリッドな喋り手を目指して、新しいステージに挑戦したいと思います」と語る[4]。

### パートナー
- 鈴木純子（文化放送アナウンサー、月曜日）[1]
  - 水 - 金曜日は、当番組開始前の2022年4月1日から『ニュース・パレード』でキャスターを担当する。
- 鈴木敏夫（文化放送解説委員、火曜 - 木曜日）[1]
  - 2025年3月28日までは金曜日も番組開始から終了まで出演した。2025年4月11日の金曜日から当分の間、16:30ごろから17:00までに限定して出演する。
- 2025年4月4日から金曜日は上記のパートナーは番組開始から出演せず、長野と週替わりのゲストと2人で番組開始から16:30ごろまで番組を進行する。

## ネット局
| 放送対象地域 | 放送局     | 系列    | 放送時間                                 | 放送期間        | 備考   |
| ------------ | ---------- | ------- | ---------------------------------------- | --------------- | ------ |
| 関東広域圏   | 文化放送   | NRN系列 | 月 15:30 - 17:00 火 - 金曜 15:30 - 17:35 | 2024年4月1日 -  | 制作局 |
| 香川県       | 西日本放送 | NRN系列 | 月 - 木曜 15:30 - 16:00                  | 2024年4月1日 -  | [ 5 ]  |
| 高知県       | 高知放送   | NRN系列 | 月 - 木曜 15:30 - 16:30                  | 2024年4月1日 -  |        |
| 富山県       | 北日本放送 | NRN系列 | 月 - 木曜 15:30 - 16:30                  | 2025年3月31日 - |        |

## タイムテーブル
公式ウェブサイトのタイムテーブルに、ネット局の「飛び降り」放送終了を加味して記す。「」は放送で用いるコーナータイトルで、生放送番組のために時刻は番組の開始・終了と「飛び降り」のタイミングを除いて目安である。

### 15時台
- 月 - 木曜日は高知放送、西日本放送、北日本放送が同時ネット放送し、「東京・浜松町の文化放送のスタジオから、高知放送・西日本放送・北日本放送にもお送りします」と長野のアナウンスを、コーナーの節目や事前収録のジングルで繰り返す。
- 15:30 ヘッドラインニュース
  - 長野が「東京・浜松町の文化放送から生放送。『長野智子アップデート』」とタイトルコールに続いて、最新のストレートニュースを5項目伝える。放送日に東京株式市場が開かれていた場合には、15時取引終了時点の日経平均株価を最後の項目に充てる。
- 15:32 オープニング
  - パートナーはこの時間帯から出演。「ヘットラインニュース」で取り上げた項目を中心に、長野との間でトークを展開する。
- 15:36  全国→関東地方向けの天気予報（当日のパートナーが担当）
- 15:37  「今日のメニュー」
  - この時間帯以降に放送を予定しているコーナーの概要を、ネット局の有無を問わず、長野がひととおり紹介。その後で、当日のニュースに関する意見や、当番組に対するメッセージをリスナーから募集する。
  - リスナーからのメッセージは、番組公式のメールアドレス、X上の公式アカウントに加えて、文化放送の番組共用FAXでも受付。Xからの投稿については、「長野智子アップデート」というハッシュタグを付けることを条件に定めている。
- 15:38 「ニュース クローズアップ」
  - 最新のニュースから1つのトピックを掘り下げながら、そのトピックの背景や見通しなどを解説するコーナー。取り上げるトピックに詳しい人物（専門家・評論家や新聞社の論説委員・編集委員など）を「ゲスト」に迎えることが多い。
    - 中尾彬の死去が報じられた2024年5月22日（水曜日）の当コーナーは、中尾が晩年に所属した古舘プロジェクトへマネジメント業務を委託している長野が、「『ゴールデンウイークまでお元気で、普通に仕事されている』と伺っていたので、突然のことに『まさか』という思いでいる」と述べた。次いで、テレビ・ラジオを通じて中尾の生前最後の出演番組となった、文化放送が2024年1月3日に放送した関東ローカル向け新春特別番組『小松左京クロニクル 「日本沈没」を探す旅 特別編 初語り』から、伊東四朗と30分間の対談を8分に編集して放送した[7]。
- 15:51 「文化放送交通情報」
  - 首都圏主要道路の交通情報を日本道路交通情報センターから伝える。
- 15:53 「文化放送プラスチューン」 - 同局推薦曲を1曲放送する。
  - 「文化放送交通情報」と「文化放送プラスチューン」の月 - 木曜分は、首都圏以外の地方に所在する西日本放送・高知放送もタイトルを含めてそのまま放送する。
- 15:56 リスナーから寄せられたメッセージの紹介
  - 月 - 木曜日は、このパートが終了する15時59分で西日本放送が飛び降りる。

### 16時台前半
月 - 木曜日は高知放送と北日本放送が同時ネット放送し、「文化放送をキーステーションに、高知放送・北日本放送にもお送りします」と長野のアナウンスを、コーナーの節目や事前収録のジングルで繰り返す。
- 16:00  4項目のストレートニュースと全国→関東地方の天気予報をパートナーが伝える。
- 16:05 「ニュース アップデート」
  - 「ニュース クローズアップ」とは異なるテーマを掘り下げるコーナー。「ニュース クローズアップ」の「ゲスト」が再び出演することが多い。
- 16:20 「もっとアップデート」
  - 「ニュース クローズアップ」で取り上げたテーマにリスナーから寄せられた意見の一部を紹介する。
- 16:25 「今日の一曲」「文化放送プラスチューン」以外の楽曲から1曲を途中まで放送する。
- 16:27 『ニュース・パレード』をパートナーが告知する。
  - 月・火曜パートナーの鈴木純子は、毎週水 - 金曜日に『ニュース・パレード』のキャスターを担当する。水・木曜パートナーの鈴木敏夫は、2023年10月から『ニュース・パレードダイジェスト』（毎週日曜日の5:50 - 6:00に関東ローカルで生放送）へ随時出演している。
- 16:28 リスナーから寄せられたメッセージの紹介
  - 月 - 木曜日は、このパートが終了する16:30で高知放送と北日本放送が飛び降りる。

### 16時台後半
- 16:00  3項目のストレートニュースと関東地方向の天気予報をパートナーが伝える。
- 16:34  「明日をアップデート」
  - 日常生活に関するテーマを掘り下げるコーナーで、同時ネットゾーンと別の「ゲスト」を迎えることが多い。当番組を開始した2024年4月の第1週には、長野と縁の深い以下の著名人を、このコーナーの「ゲスト」に招いていた。
    - 4月1日（月曜日）：露木茂[8]、2日（火曜日）：鳥越俊太郎[9]、3日（水曜日）：向井亜紀[10]、4日（木曜日）：山田邦子[11]、5日（金曜日）：古舘伊知郎[12]
- 16:46  「ジャパネットたかたラジオショッピング」
  - ジャパネットたかたのMC社員が、電話を通じて商品を紹介。
- 16:53  「文化放送交通情報」
- 16:55  「文化放送天気予報」 パートナーが担当する。
- 16:57  エンディング（月）、アローワンス（火 - 金曜）
  - 翌日（金曜日は翌週月曜日）の生放送で迎える予定の「ゲスト」を長野が告知し、リスナーから寄せられたメッセージの一部を17時時報の直前まで紹介する。時報をはさんで『ニュース・パレード』にへつなぐ。

### 17時台（火 - 金曜）
- 17:00　ニュース・パレード
- 17:15　ニュース・パレードプラス
- 17:20　ニュースピックアップ
- 17:30　エンディング